# Ferdinand Cattini
Ferdinand Cattini, född 27 september 1916 i Grono, död 17 augusti 1969 i Davos, var en schweizisk ishockeyspelare.
Cattini blev olympisk bronsmedaljör i ishockey vid vinterspelen 1948 i Sankt Moritz.